# デイヴィッド・ロッジ (声優)
デイヴィッド・ロッジ（David Lodge、1957年10月10日 - ）は、アメリカ合衆国の男性声優（ボイス・アーティスト）。自宅に録音スタジオを所有している）。声種はバスバリトン。米国テレビラジオ芸能人連盟、映画俳優組合会員。ハードノックス大学卒業。エージェントはTMGDタレントエージェンシー（ユニオン仕事のみ）。

## 出演作品

### テレビアニメ
1990年
- オズの魔法使い（かかし）
- キャプテン・プラネット

1991年
- テイルスピン（M.E.L.）

1996年
- Duckman: Private Dick/Family Man（新聞記者）

1997年
- アイアム・ウィーゼル（男1）

1999年
- Kids from Room 402
- デジモンアドベンチャー（ピノッキモン）

2000年
- 時空探偵ゲンシクン（マイト）
- ダイノゾーズ（シャドートリケラ）
- デジモンアドベンチャー02（チンロンモン）

2001年
- 吸血姫美夕（矢口恭一）
- トランスフォーマー・ロボッツ・イン・ディスガイズ（ミッドナイトエクスプレス、レールレーサー）

2002年
- マシュランボー（ヘタレー）

2003年
- Tenstein（ルクソール、セット、ラ）

2004年
- 京極夏彦 巷説百物語（吉兵衛）
- 魔装機神サイバスター（染谷博士）

2005年
- はじめの一歩（篠田トレーナー）
- 金色のガッシュベル!!（アルヴィン、バムウ）
- NARUTO -ナルト-（自来也）

2006年
- テニスの王子様（海堂薫、医者）
- BLEACH（更木剣八、石田宗弦）
- ボボボーボ・ボーボボ（ギガ、ラジオマン、T-500）
- MÄR-メルヘヴン-（マイラ）
- Legion of Superheroes（サロック、アナウンサー2、コントローラー）

2007年
- TOKKO 特公（白石技官）
- Harvey Birdman, Attorney at Law（アナウンサー、男）
- ボボボーボ・ボーボボ（ツル・ツルリーナ3世、ハロンオニ）
- 魔界戦記ディスガイア（カーチス）

2008年
- コードギアス 反逆のルルーシュ（ビジネスマン）
- 武装錬金（Dr.バタフライ / 蝶野爆爵、御前）
- BLUE DRAGON（ネネ）

2009年
- コードギアス 反逆のルルーシュR2（洪古）
- NARUTO -ナルト- 疾風伝（自来也）
- MONSTER（シューマン）

2010年
- 結界師（墨村繁守）

2011年
- デュラララ!!（カズターノ）

2012年
- Care Bears: Welcome to Care-a-Lot（テンダーハートベア）
- ファミリー・ガイ（ケルシー・グラマー）

### 劇場アニメ
2000年
- Digimon: The Movie(2000)[4] （パラサイモン）

2005年
- デジモンテイマーズ 冒険者たちの戦い（浦添ワタル）
- デジモンテイマーズ 暴走デジモン特急（パラサイモン）

2006年
- 劇場版BLEACH MEMORIES OF NOBODY（更木剣八）

2007年
- 鉄コン筋クリート（ネズミ（鈴木））
- パプリカ（島寅太郎）
- 劇場版BLEACH The DiamondDust Rebellion もう一つの氷輪丸（更木剣八）

2009年
- Happily N'Ever After 2 （ランペルスティルツキン、プリスト）

2011年
- 劇場版 NARUTO -ナルト- 疾風伝 絆（自来也）
- 劇場版BLEACH Fade to Black 君の名を呼ぶ（更木剣八）
- REDLINE（ロボワールド大統領）

2012年
- 重返大海
- ファースト・スクワッド（モンク）

### OVA
2005年
- 戦闘妖精雪風（コマンダー）
- 天地無用! 魎皇鬼（尼ヶ崎和彦）

2006年
- 鴉 -KARAS-（ナース）

2007年
- 戦闘妖精少女 たすけて! メイヴちゃん

2008年
- KITE LIBERATOR（秋山）

2011年
- マジンカイザーSKL（ガラン）

### Webアニメ
2009年
- スーパーマン: レッド・サン（スーパーマン）

### ゲーム
1995年
- THE DIG（レポーター）

2003年
- Star Wars: Knights of the Old Republic（ボバ・フェット）

2005年
- ダージュ オブ ケルベロス ファイナルファンタジーVII
- .hack//G.U. Vol.1 再誕（がび）
- .hack//G.U. Vol.2 君想フ声（がび）
- 魔界戦記ディスガイア2（仮面の男、カーチス）

2007年
- .hack//G.U. Vol.3 歩くような速さで（がび）
- パワーレンジャー・スーパーレジェンズ（モルター、チューボー）
- BLEACH Wii 白刃きらめく輪舞曲（更木剣八）

2008年
- テイルズ オブ ヴェスペリア（ドン・ホワイトホース）
- NARUTO -ナルト- ナルティメットヒーロー2（自来也）
- アバター・ザ・ゲーム（エプスタイン博士）

2011年
- 悪魔城ドラキュラ ハーモニー オブ ディスペアー（ユリウス・ベルモンド）
- Star Wars: The Old Republic
- スカイランダース スパイロズ・アドベンチャー

2012年
- アメイジング・スパイダーマン
- バイオハザード6（ディレック・C・シモンズ）

### 特撮
1999年
- パワーレンジャー・ロスト・ギャラクシー（ビラマックスの声）

2000年
- パワーレンジャー・ライトスピード・レスキュー（ローカイの声、再生マグマボアの声）

2001年
- パワーレンジャー・タイムフォース（イズオートの声）

2002年
- パワーレンジャー・ワイルドフォース（バーブド・ワイヤーオルグの声、タカッチの声、キレッドの声）

### 吹き替え
出演年不明
- ウォーリアー・クイーン（判事、老人）
- スピリット（フー）

2012年
- ディノシャーク（科学者）

### 実写映画
2012年
- 推理作家ポー 最期の5日間（被害者の声）

2013年
- Alone Yet Not Alone（族長の声）
- The Starving Games（アナウンサーの声）

### テレビ映画
2008年
- リカウント（ジョー・リーバーマンの声）

2013年
- Stan Lee & The Mighty 7（アナウンサーの声）

### テレビドラマ
2011年
- Rules Of Engagement（司会者の声）

### その他
2012年
- Game of Thrones The Game予告編（ナレーター）
- Bullet Run !予告編（ナレーター）
- マイウェイ 12,000キロの真実予告編（ナレーター）
- Romanian Secret Service（ナレーター）